# موهیندر آمارناد
موهیندر آمارناد (انگلیسی: Mohinder Amarnath؛ زادهٔ ۲۴ سپتامبر ۱۹۵۰) بازیکن کریکت اهل هند است.
از باشگاه‌هایی که در آن بازی کرده‌است می‌توان به تیم بمبئی اشاره کرد.موهیندر آمارناد فرزند لالا آمارناد اولین کاپیتان هند است،همچنین برادران وی جزو بازیکنان معروف هستند.